# Dlhé nad Cirochou
Dlhé nad Cirochou este o comună slovacă, aflată în districtul Snina din regiunea Prešov, pe malul râului Cirocha⁠(d). Localitatea se află la altitudinea de 183 m deasupra n.m., se întinde pe o suprafață de 26,3 km2 și în 2017 număra 1.936 de locuitori. Se învecinează cu Adidovce, Snina, Belá nad Cirochou, Valaškovce, Humenné, Modra nad Cirochou, Humenné, Kamenica nad Cirochou, Humenné, Rovné și Vyšný Hrušov, Humenné.

## Istoric
Localitatea Dlhé nad Cirochou este atestată documentar din 1333.

## Demografie
| An:                | 1994 | 2004   | 2014   | 2024   |
| ------------------ | ---- | ------ | ------ | ------ |
| Număr de persoane: | 2029 | 2106   | 1995   | 1868   |
| Diferență:         |      | +3,79% | −5,27% | −6,36% |

| An:                | 2023 | 2024   |
| ------------------ | ---- | ------ |
| Număr de persoane: | 1851 | 1868   |
| Diferență:         |      | +0,91% |